# 端成分
端成分（英語：end member）とは、鉱物学の分野で鉱物を構成する主要成分を表す表示法の事である。
結晶内で複数の成分が均一かつ無秩序に分布した単相の固体を固溶体と呼ぶ。固溶体を構成する元素は、分子のような判りやすい形態ではなく、無秩序な結晶構造を取っている。それらを理解しやすいよう、鉱物学的に分類し、質・量的に説明する必要性から一般的に利用される。

## 例
黒雲母の化学式は、K(Mg,Fe)3AlSi3O10(OH)2で、端成分は以下の二種である。
金雲母 - KMg3AlSi3O10(OH,F)2
鉄雲母 - KFe3AlSi3O10(OH,F)2
この端成分が様々な割合で溶け合ったものが黒雲母と呼ばれる。